# Contubernales
Les contubernales (« compagnons de tente ») sont selon la définition de Festus Grammaticus les soldats ou les personnes qui habitent dans la même tente ou la même baraque.
Dans son plaidoyer pour Ligarius, Cicéron déclare avoir connu dans sa jeunesse L. Tubéron, parent de l'avocat adverse, comme militiae contubernales (camarades de chambrée).
Un proconsul romain a autour de lui un nombre important de contubernales, sans fonction précise mais constituant une suite de Romains et d’indigènes ayant divers motifs pour former son entourage. On en a un exemple parmi d’autres dans La Guerre des Gaules où il envoie Caius Valerius Procillus en seconde ambassade à Arioviste.